# Rubens Galaxe
Rubens Galaxe, właśc. Rubens Marcio Cordeiro Galaxe (ur. 29 kwietnia 1952 w Campos dos Goytacazes) – piłkarz i trener brazylijski, występujący na pozycji obrońcy.

## Kariera klubowa
Karierę piłkarską Rubens Galaxe rozpoczął w klubie Fluminense FC w 1970. Z Fluminense trzykrotnie zdobył mistrzostwo stanu Rio de Janeiro – Campeonato Carioca w 1973, 1976 i 1980. We Fluminense 26 września 1971 w zremisowanym 0-0 meczu derbowym z Botafogo FR Rubens Galaxe zadebiutował w lidze brazylijskiej. Ostatni raz w lidze brazylijskiej wystąpił 7 kwietnia 1982 w przegranym 1-2 meczu z Grêmio Porto Alegre. Ogółem w I lidze wystąpił w 166 meczach i strzelił 8 bramek. Ogółem w barwach Fluminense wystąpił w 462 meczach i strzelił 18 bramek. Później występował jeszcze w São Cristóvão Rio de Janeiro, Sobradinho Brasília i Goytacaz FC, w którym zakończył karierę w 1985.

## Kariera reprezentacyjna
W 1972 roku Rubens Galaxe uczestniczył w Igrzyskach Olimpijskich w Monachium. Na turnieju Rubens Galaxe wystąpił we wszystkich trzech meczach grupowych reprezentacji Brazylii z Danią, Węgrami i Iranem.